# Sexuelle Handlungen mit Kindern
Der strafbare Tatbestand der sexuellen Handlungen mit Kindern ist im Artikel 187 des Schweizerischen Strafgesetzbuchs (StGB) definiert.

## Gesetzestext
„Sexuelle Handlungen mit Kindern
1. Wer mit einem Kind unter 16 Jahren eine sexuelle Handlung vornimmt, 
- es zu einer solchen Handlung verleitet oder
- es in eine sexuelle Handlung einbezieht,

wird mit Freiheitsstrafe bis zu fünf Jahren oder Geldstrafe bestraft.
1bis. Hat das Kind das 12. Altersjahr noch nicht vollendet und nimmt der Täter mit ihm eine sexuelle Handlung vor oder verleitet es zu einer solchen mit einer Drittperson oder einem Tier, so ist die Strafe Freiheitsstrafe von einem Jahr bis zu fünf Jahren.
2. Die Handlung ist nicht strafbar, wenn der Altersunterschied zwischen den Beteiligten nicht mehr als drei Jahre beträgt.
3. Hat der Täter zur Zeit der Tat das 20. Altersjahr noch nicht zurückgelegt und liegen besondere Umstände vor, so kann die zuständige Behörde von der Strafverfolgung, der Überweisung an das Gericht oder der Bestrafung absehen.
4. Handelte der Täter in der irrigen Vorstellung, das Kind sei mindestens 16 Jahre alt, hätte er jedoch bei pflichtgemässer Vorsicht den Irrtum vermeiden können, so ist die Strafe Freiheitsstrafe bis zu drei Jahren oder Geldstrafe.“

## Objektiver Straftatbestand
- Es muss eine Handlung sexueller Art stattgefunden haben.
- Eine Person, die an der sexuellen Handlung beteiligt war, ist jünger als 16 Jahre.

## Strafe
Die Strafe für die sexuelle Handlung mit Kindern ist eine Freiheitsstrafe bis zu fünf Jahren oder eine Geldstrafe. Seit 1. Juli 2024 gibt es für Taten gegen Kinder unter 12 Jahren den Qualifikationstatbestand des Absatz 1bis (wird das Kind "nur" zu sexuellen Handlungen, die es selbst mit seinem Körper ohne körperliche Beteiligung einer anderen Person oder eines Tiers vornimmt, verleitet, richtet sich die Bestrafung auch bei jüngeren Kindern nach Absatz 1).
Sofern Ziffer 4 (irrige Vorstellung) zur Anwendung kommt, so ist die Strafe eine Freiheitsstrafe bis zu drei Jahren oder Geldstrafe.
Wird die Tat gemeinsam von mehreren Personen ausgeführt, so erhöht das Gericht die Strafe. Es darf jedoch das Höchstmass der angedrohten Strafe nicht um mehr als die Hälfte überschreiten (Artikel 200 StGB).

## Ausnahmen
Nicht strafbar:
- Altersunterschied zwischen den Sexualpartnern weniger als 3 Jahre

Von der Bestrafung kann abgesehen werden:
- Täter < 20 Jahre alt und es liegen besondere Umstände (z. B. aufrichtige Liebe beiderseits) vor
- bis 30. Juni 2024 ausserdem wenn die Sexualpartner nach der Tat einander geheiratet haben (Ehemündigkeit 18 Jahre)

## Erläuterungen
Das Gesetz verbietet somit jegliche Art der sexuellen Handlung, egal ob Beischlaf oder andere Praktiken, mit Kindern unter 16 Jahren. Dabei spielt es bei der Überlegung der Strafbarkeit keine Rolle, ob die sexuelle Handlung vom Opfer erwünscht oder herbeigeführt wurde, sondern nur, dass eine solche stattgefunden hat.
Allerdings wirkt es stark strafverschärfend, wenn das Kind mit den Handlungen nicht einverstanden war: Dann können zusätzlich Vergewaltigung, sexuelle Nötigung oder andere Straftatbestände vorliegen.
Mit den Ausnahmen, die im Gesetz definiert sind, wird eine Kriminalisierung der sexuellen Handlungen zwischen jugendlichen Verliebten und der heutigen Realität Rechnung getragen.
Wenn der Täter glaubte, dass das Opfer mindestens 16 Jahre alt war, so kommt Ziffer 4 zum Zuge. Hätte der Täter bei «pflichtgemässer Vorsicht» seinen Irrtum bemerken können, dann ist die Höchststrafe Freiheitsstrafe bis 3 Jahre und nicht bis 5 Jahre.

## Unverjährbarkeit
Der am 30. November 2008 in Kraft getretene Artikel 123b der Bundesverfassung der Schweizerischen Eidgenossenschaft setzt fest: „Die Verfolgung sexueller oder pornografischer Straftaten an Kindern vor der Pubertät und die Strafe für solche Taten sind unverjährbar.“ Ergänzend bestimmt Artikel 101 des Strafgesetzbuches in Abs. 1 Buchst. e, dass keine Verjährung eintritt für: „sexuelle Handlungen mit Kindern (Art. 187 Ziff. 1 und 1bis), sexueller Übergriff und sexuelle Nötigung (Art. 189), Vergewaltigung (Art. 190), Missbrauch einer urteilsunfähigen oder zum Widerstand unfähigen Person (Art. 191), Ausnützung der Notlage oder Abhängigkeit (Art. 193) und Täuschung über den sexuellen Charakter einer Handlung (Art. 193a), wenn sie an Kindern unter 12 Jahren begangen wurden.“